# 南亚乌蔹莓
南亚乌蔹莓（学名：Cayratia timoriensis）为葡萄科乌蔹莓属的植物。分布在印度尼西亚、泰国、马来西亚以及中国大陆的云南等地，生长于海拔1,000米至1,600米的地区，多生于地边及山谷林中，目前尚未由人工引种栽培。